# Arrondissement de Semur
L'arrondissement de Semur est un ancien arrondissement français du département de la Côte-d'Or, créé le 17 février 1800. En 1926, la sous-préfecture est déplacée à Montbard.

## Composition
Il comprenait les cantons de Flavigny-sur-Ozerain (actuel canton de Venarey-les-Laumes), Montbard, Précy-sous-Thil, Saulieu, Semur-en-Auxois et Vitteaux.

## Sous-préfets
| Période           | Période           | Identité                    | Fonction précédente                        | Observation                                                  |
| ----------------- | ----------------- | --------------------------- | ------------------------------------------ | ------------------------------------------------------------ |
|                   |                   |                             |                                            |                                                              |
| 24 août 1830      | 3 juin 1831       | François Balland            |                                            | Nommé sous-préfet d'Ussel                                    |
|                   |                   |                             |                                            |                                                              |
| 6 avril 1845      | février 1848      | Victor Mouzard-Sencier      | Sous-préfet de Boussac                     | Révoqué à la révolution                                      |
|                   |                   |                             |                                            |                                                              |
| 3 mai 1879        | 29 novembre 1883  | Antoine Beaune de Beaurie   |                                            | Nommé secrétaire général de la préfecture de la Corrèze      |
| 29 novembre 1883  | 14 novembre 1886  | Edouard de Luze             | Sous-préfet de Saint-Marcellin             | Nommé secrétaire général de la préfecture de la Haute-Vienne |
| 14 novembre 1886  | 10 janvier 1888   | Jean Émion                  | Sous-préfet de Nantua                      | Nommé conseiller de préfecture de Seine-et-Oise              |
| 10 janvier 1888   | 7 janvier 1891    | Victor Jacquemont du Donjon | Sous-préfet de Melle                       | Nommé secrétaire général de la préfecture de la Lozère       |
| 7 janvier 1891    | 7 janvier 1894    | Henri Ramondou              | Secrétaire général du Cantal               | Nommé sous-préfet de Saint-Flour                             |
| 7 janvier 1894    | 9 février 1900    | Albert Hnery                | Sous-préfet de Castellane                  | Nommé sous-préfet de Châteaubriant                           |
| 9 février 1900    | 30 décembre 1905  | Camille La Flize            | Sous-préfet de Pontarlier                  | Nommé secrétaire général de la préfecture de la Haute-Vienne |
| 30 décembre 1905  |                   | Marie-Jules Grosjean        | Sous-préfet d'Issoire                      | Mort en fonction                                             |
| 27 septembre 1908 | 22 novembre 1910  | Sylvestre Schneider         | Sous-préfet du Vigan                       | Mis en disponibilité sur sa demande                          |
| 22 novembre 1910  | 4 janvier 1916    | Alphonse Piérache           | Sous-préfet de Château-Chinon              | Remplacé                                                     |
| 4 janvier 1916    | 4 janvier 1916    | Léopold Mesnard             | Sous-préfet de Saint-Flour                 | Non installé                                                 |
| 27 janvier 1916   | 8 juin 1918       | Maurice Barre               | Sous-préfet de Nyons                       | Nommé sous-préfet de Poligny                                 |
| 8 juin 1918       | 8 juin 1918       | Jean Moulonguet             | Mobilisé                                   | Non installé. Maintenu aux armées                            |
| 8 juin 1918       | 3 mars 1919       | Louis Baron                 | Secrétaire général de la préfecture du Lot | Nommé conseiller de préfecture de l'Hérault                  |
| 11 mars 1919      | 4 mars 1920       | Léon Moine                  | Sous-préfet de Charolles                   | Nommé secrétaire général de la préfecture du Loiret          |
| 4 mars 1920       | 8 septembre 1924  | Léonard Lavaud              | Sous-préfet de Murat                       | Nommé conseiller de préfecture de Saône-et-Loire             |
| 8 septembre 1924  | 22 septembre 1926 | Henri Leclercq              | Chef de cabinet du préfet de la Côte-d'Or  | Nommé sous-préfet de Montbard                                |